# 佐藤光昭
佐藤 光昭（さとう みつあき、1941年9月16日 - ）は、日本の経営者。九州電力元副社長。

## 経歴・人物
1941年生まれ。1964年3月、山口大学経済学部卒業。同年4月、九州電力入社。2001年6月、同社常務取締役。2003年6月、同社代表取締役副社長に就任。
2004年6月、安川電機取締役に就く。
2009年6月、学校法人中村産業学園（九州産業大学・九州造形短期大学）の理事長に就任（2011年6月まで）。